# Anyám és más futóbolondok a családból
Az Anyám és más futóbolondok a családból 2015-ben bemutatott magyar filmdráma, amelyet Fekete Ibolya írt és rendezett, Garami Gábor produceri közreműködésével. A film zenéjét Novák János szerezte. A főbb szerepekben Ónodi Eszter, Gáspár Tibor, Barkó György, Básti Juli és Danuta Szaflarska látható. 
Magyarországon 2015. november 5-én mutatták be a mozikban a Vertigo Média forgalmazásában.

## Cselekmény
A film kezdetén a 92 éves Anya, aki a cselekmény egyik elbeszélője is, a lánya, Berta szomszédjába költözik - ez élete során a 27. alkalom, amikor elköltözik. Ezek a költözések a XX. század viharos történelmének következményei voltak. Anya már demens, és nem ismeri meg Bertát, és sokszor összevissza beszél. Az elbeszélést először Berta kezdi meg, Anya csak később csatlakozik be. Története 1911-ben kezdődött Nagyváradon, illetve a Székelyhídon élő rokonoknál. Megismerhetjük a család valamennyi tagját, azt, hogy az első világháború és a trianoni határok hogyan változtatták meg az életüket, hogyan költöztek először Debrecenbe, onnan pedig Budapestre. Kiderül, Anyának milyen udvarlói voltak, és hogy a második világháború idején hogyan viselték ő és zsidó származású barátai a megpróbáltatásokat. Láthatjuk, hogyan ismerkedik meg Apával, aki akkor katonatiszt volt, és hogy mi történt velük a kiugrás és a nyilas uralom során. Miután Apát B-listázták, először Hatvanba költöztek, majd a kitelepítés elől menekülve előbb Dunaújvárosba, majd Tatabányára, és sok más helyre.
Az elbeszélést időről időre megszakítják a jelen pillanatai, amelyekben láthatjuk, hogy Bertát mennyire megviseli, hogy az anyja demenciától szenved, és hogy Anya ennek nincs tudatában. Végül kórházba kerül és ott is hal meg.
A film érdekessége, hogy több ponton láthatóak korabeli filmfelvételek, amelyekbe a színészeket belemontírozták, erősítve a hatást, hogy ők is a történések részesei voltak.

## Szereplők
| Szereplő               | Színész                                        |
| ---------------------- | ---------------------------------------------- |
| Anya                   | Ónodi Eszter                                   |
| Apa                    | Gáspár Tibor                                   |
| Rozál és Berta         | Básti Juli                                     |
| Anya 92 évesen         | Danuta Szaflarska (magyar hangja Ónodi Eszter) |
| Dédmama                | Csomós Mari                                    |
| Dédpapa                | Barkó György                                   |
| Véngardó               | Lengyel Ferenc                                 |
| Irén                   | Spolarics Andrea                               |
| Margit                 | Szabó T. Anna                                  |
| Mille Józsi            | Páll Zsolt                                     |
| Vadoláh                | Törköly Levente                                |
| Ági néni               | Scarlat Anna                                   |
| Széles Pista           | Nagy Dénes Nagy Tamás                          |
| Jegyző                 | Sáfár-Kovács Zsolt                             |
| Tiszteletes            | Péterffy András                                |
| Telekkönyvi hivatalnok | Szombathelyi Amadé                             |
| Anya 8 évesen          | Buvári Villő                                   |
| Ilu 10 évesen          | Buvári Kincső                                  |
| Sanyi 5 évesen         | Buvári Csege                                   |
| Pulszkyné              | Gyöngyössy Katalin                             |
| Guszti                 | Adorjáni Bálint                                |
| Gyuri                  | Bán Bálint                                     |
| Ilu                    | Kerekes Vica                                   |
| Sanyi                  | Tóth Lambert                                   |
| Janka                  | Hatházi Fanni                                  |
| Tureczky               | Jegesy András                                  |
| Schwarz fiú            | Koblicska Örs                                  |
| Fuszbaum Dezső         | Széll Attila                                   |
| Masamódok              | Kappelmayer Zita Buvári Lilla                  |
| Teri                   | Kerekes Viktória                               |
| Laci                   | Cserna Antal                                   |
| Artúr                  | Szervét Tibor                                  |
| Bözsi                  | Cseke Katinka                                  |
| Karcsi                 | Harsányi Attila                                |
| Dugó                   | Bartsch Kata                                   |
| Weisz Aladár           | Pálfy Ervin                                    |
| Weiszné                | Bárány Virág                                   |
| Tuba néni              | Csonka Ibolya                                  |
| Béla                   | Ozsgyáni Mihály                                |
| Tűzoltó                | Puskás Tivadar                                 |
| Híradós                | Bozsó Péter                                    |
| Orosz kiskatona        | Milányi Dániel                                 |
| Andorka                | Orbán Bálint                                   |
| Andorka anyja          | Szőcs Petra                                    |
| Gyula                  | Stoyen Aleksiev (magyar hangja Galkó Balázs)   |
| Szomszédasszony        | Takács Andrea                                  |
| Kis Berta              | Décsei Lona Veronika                           |
| Iskolaigazgató         | Kamen Ivanov (magyar hangja László Zsolt)      |
| Jóska                  | Stefan Marinov (magyar hangja Gacsal Ádám)     |
| Parasztasszony         | Horváth Zsuzsa                                 |
| Berta 9 évesen         | Hovanyecz Petra                                |
| Margó                  | Galán Angéla                                   |
| Ármin                  | Szegedi Dezső                                  |
| Sárika                 | Majorosi Marianna                              |
| Ápolónő                | Gyöngyössy Szende                              |